# Potamotrygon leopoldi
Potamotrygon leopoldi är en rockeart som beskrevs av Castex och Castello 1970. Potamotrygon leopoldi ingår i släktet Potamotrygon och familjen Potamotrygonidae. IUCN kategoriserar arten globalt som otillräckligt studerad. Inga underarter finns listade i Catalogue of Life.